# Garlitos (kommunhuvudort)
Garlitos är en kommunhuvudort i Spanien.   Den ligger i provinsen Provincia de Badajoz och regionen Extremadura, i den centrala delen av landet, 210 km sydväst om huvudstaden Madrid. Garlitos ligger 539 meter över havet och antalet invånare är 721.
Terrängen runt Garlitos är huvudsakligen kuperad, men söderut är den platt. Terrängen runt Garlitos sluttar söderut. Runt Garlitos är det glesbefolkat, med 8 invånare per kvadratkilometer. Närmaste större samhälle är Siruela, 10,8 km norr om Garlitos. Omgivningarna runt Garlitos är huvudsakligen savann.